# Mała Synagoga w Jeszywas Chachmej Lublin
Mała Synagoga w Jeszywas Chachmej Lublin – mała bożnica znajdująca się w Lublinie w budynku Jeszywas Chachmej Lublin, przy ulicy Lubartowskiej 85 (pierwotnie nr 57).

## Historia
Synagoga została otwarta w jednym z mniejszych pomieszczeń na parterze południowego skrzydła jeszywasu, 22 stycznia 2006 roku w dniu otwarcia wyremontowanej siedziby filii lubelskiej Gminy Wyznaniowej Żydowskiej w Warszawie.
Na uroczystość przybyli przedstawiciele społeczności żydowskiej, środowisk uniwersyteckich i kulturalnych, przewodniczący ZGWŻ Piotr Kadlčik, przewodniczący filii lubelskiej Roman Litman, naczelny rabin Polski Michael Schudrich, który przywiózł z synagogi Nożyków w Warszawie zwój Tory, który został ufundowany 17 czerwca 2005 roku przez mieszkających w Stanach Zjednoczonych Harleya i Marie Lippman z okazji bat micwy ich córki Juliet, a także Ambasador Izraela Dawid Peleg, arcybiskup Józef Życiński, Andrzej Boublej – przedstawiciel arcybiskupa prawosławnego Abla, władze miejskie i samorządowe, mieszkańcy Lublina oraz inni goście. Jeszcze tego samego dnia zwój Tory wrócił do Warszawy.
Po ceremonii i przybiciu mezuzy do framugi drzwi przez Michaela Schudricha w domu modlitwy odbyło się popołudniowe nabożeństwo z udziałem przybyłych gości. Modlitwę prowadził 13-letni wówczas Michoel Josef Łokietek z Warszawy. Wobec braku mechicy, kobiety nie brały udziału w nabożeństwie.
Synagoga służyła jako dom modlitwy lubelskim Żydom do czasu otwarcia większej synagogi w dniu 11 lutego 2007 roku, która znajduje się na piętrze budynku. Wkrótce synagoga zostanie zlikwidowana, a pomieszczenie po niej zostanie przeznaczone na inny cel.

## Wnętrze
Na wschodniej ścianie synagogi znajduje się skromny prostokątny Aron ha-kodesz, przed którym znajduje się podwyższenie otoczone drewnianą balustradą, na które wchodzi się po dwóch schodkach. Na jego drzwiczkach zostały umieszczone tablice Dekalogu, a nad nim korona na Torę oraz hebrajska inskrypcja: „to jest drzewo życia dla tych, którzy je uchwycą i jest podporą pochwały wartości”.
Po prawej stronie szafy ołtarzowej stroi pulpit kantora oraz menora. Na ścianach umieszczono obrazy z hebrajskimi inskrypcjami, które wykonał Jakow Skrzypczak z Gminy Wyznaniowej Żydowskiej w Warszawie. W bożnicy wisi oryginalny, przedwojenny, bogato haftowany parochet prawdopodobnie pochodzący z większej synagogi jeszywasu. Przez wiele lat był przechowywany w synagodze Chewra Nosim przy ulicy Lubartowskiej 10.

## Galeria

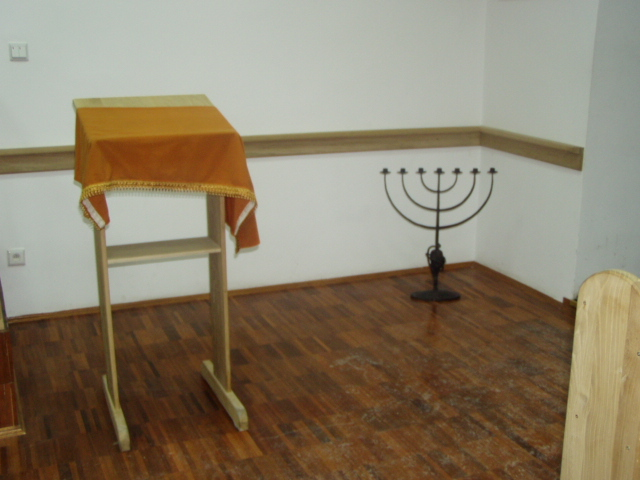
Pulpit kantora, 11 lutego 2007
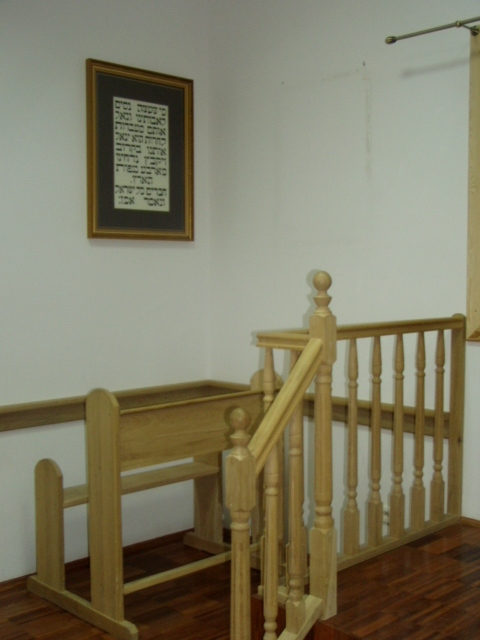
Ława, 11 lutego 2007
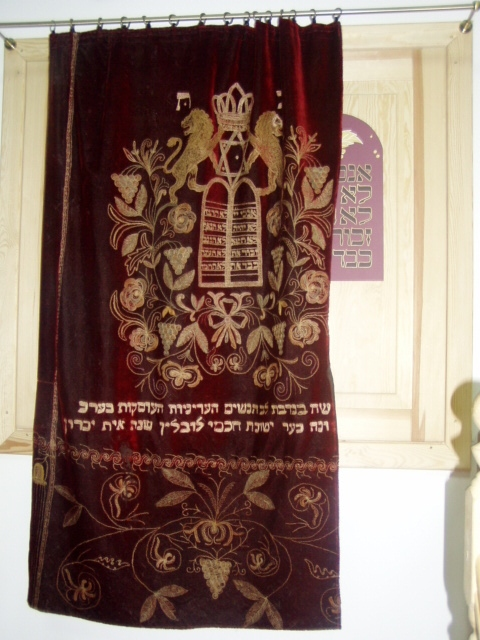
Aron ha-kodesz, 11 lutego 2007